# Hans-Christian Adam
Hans-Christian Adam est un photographe allemand né en 1948.

## Biographie
Hans Christian Adam suit des études supérieures à Vienne et Göttingen en psychologie, communication et histoire de l'art. Il s'est ensuite spécialisé dans la photographie historique. Il a publié de nombreux ouvrages de photographies, sur le thème de la guerre et du voyage.

## Publications
- Edward Sheriff Curtis (1868-1952)
- (de + fr + en) Karl Blossfeldt 1865-1932  (trad. Catherine Henry), Cologne, Taschen, 2001, 191 p. (ISBN 978-382285509-6)
- Berlin
- Les Indiens d’Amérique du Nord (collectif)
- Swimmers: Seventy International Photographers (collectif)
- Masters of Early Travel Photography (collectif)
- Images of War (collectif)
- Paris, Eugène Atget (collectif)